# Långtjärnen (Vika socken, Dalarna)
Långtjärnen är en sjö i Falu kommun i Dalarna och ingår i Dalälvens huvudavrinningsområde.